# Anatole Gregory Mazour
Anatole Gregory Mazour właśc. Anatol Grigoriewicz Mazurenko (ur. 1900, zm. 1982) – amerykański historyk, badacz dziejów  Rosji i Finlandii. 

## Życiorys
Był Ukraińcem pochodził z Darnicy pod Kijowem. W okresie wojny domowej walczył w armii białych. W 1921 ewakuował się z Odessy do Turcji. W 1923 przybył do USA. Był absolwentem University of Nebraska i Yale. Doktorat w 1934 o powstaniu dekabrystów; promotor: Robert J. Kerner zrobił na Uniwersytecie Kalifornijskim. Następnie pracował University of Miamy w Ohio, w latach 1938-1942 na Nevada University, od 1947 w Stanford University. 

## Wybrane publikacje
- The first Russian revolution 1825: the Decembrist movement, its origins, development and significance, foreword by Robert J. Kerner, Berkeley: Univ. of California Press 1937.
- Finland between East and West, Princeton: D. Van Nostrand 1956.
- Modern Russian historiography, Princeton: D. Van Nostrand 1958.
- The writing of history in the Soviet Union, Stanford: Hoover Univ. 1975.